# Homebush Bay

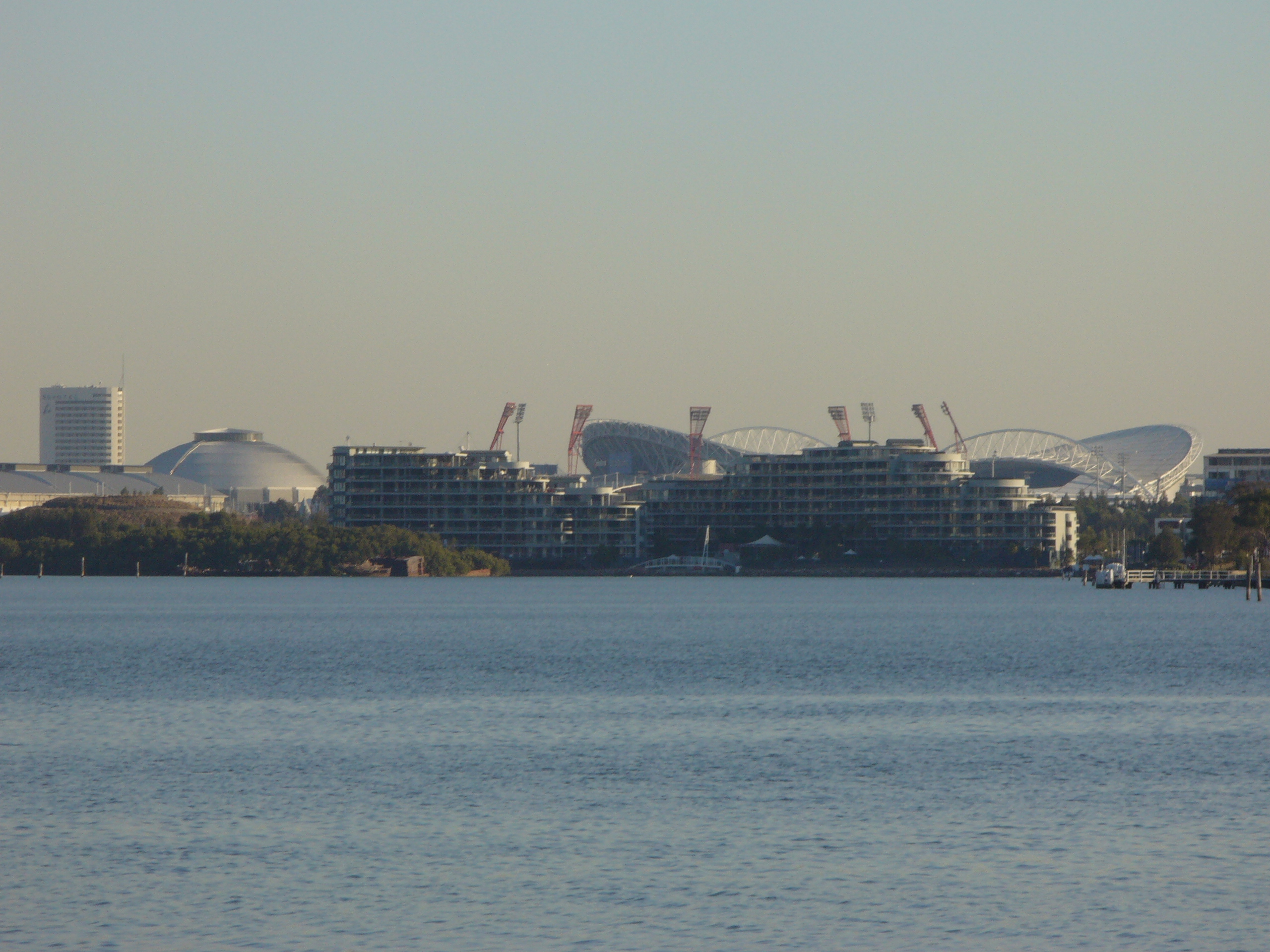
Pohled na čtvrť Homebush Bay přes stejnojmennou zátoku

Homebush Bay je čtvrť na západě Sydney, asi 16 km od centra města. Její název pochází od zátoky na řece Parramatta. Ve čtvrti se nachází Olympijský park, který byl hlavním střediskem soutěží Letních olympijských her 2000.

## Historie
Osadu Homebush založili přistěhovalci na začátku 19. století pod vedením lékaře D'arcyho Wentwortha, který ji měl nazvat jako Home in the bush (Domov v buši), i když je také možné, že její jméno je odvozeno od stejnojmenné obce v Kentu.
V polovině 20. století byla oblast zamořena jedy jako pozůstatky činnosti zdejší chemičky. V jímkách nebo volně uložených sudech byly uchovávány nebezpečné dioxiny. Pro výstavbu olympijských sportovišť byla oblast ve druhé polovině 20. století nákladně rekultivována a do jejího rozvoje bylo investováno i po skončení olympiády. Vznikla tam tři rozsáhlá sídliště Newington (původní olympijská vesnice), The Waterfront a Mariners Cove. Ulice v Homebush Bay dostaly jména podle slavných sportovců australské historie - Herbu Elliottovi, Dawn Fraserové, Marjorie Jacksonové-Nelsonové a dalších.

## Olympijský park

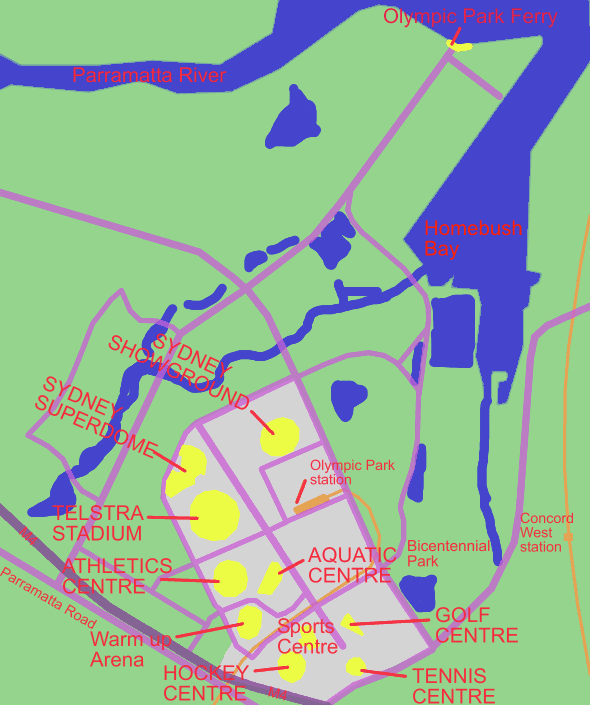
Mapa Olympijského parku v Homebush Bay

Součástí olympijského parku byla především sportoviště v čele se stadionem Australia, Sydney Superdomem a dalšími. Olympijský bulvár, který kolem nich vede, nabízí řadu památek na olympijské hry.
Olympijský park byl připojen do dopravního systému města, vybudována byla samostatná železniční stanice systému CityRail, dopravu zajišťují také autobusy a přívoz přes řeku Parramatta. Součástí parku je i výšková budova hotelu Novotel.